# Caroline Fischer-Achten
Caroline Fischer-Achten, född 1806 i Wien, död 1896, var en tysk sångerska.
Caroline Achten var dotter till en österrikisk tjänsteman vid namn Achten. Efter att ha fått en vårdad musikalisk uppfostran, som först leddes av fadern, ägnade hon sig först åt kyrkomusik, men började 1827 att uppträda på scen. Hon var först anställd i Wien, och därefter uppträdde hon i Budapest, Stuttgart, Karlsruhe och i Frankfurt am Main, där hon i flera år var anställd. Sitt rykte som en av Tysklands på sin tid allra förnämsta sångerskor uppnådde hon dock under sitt långvariga engagemang vid teatern i Braunschweig. Bland hennes främsta roller märks Alice i Robert le Diable, Pamina i Trollflöjten, Sarzines i operan med samma namn och Zerlina i Fra Diavolo.
År 1832 ingick hon äktenskap med sångaren Friedrich Fischer. Makarna fick sonen Ludwig "Louis" Fischer-Achten, även han sångare.